# Museen über den Zweiten Weltkrieg
Museen über den Zweiten Weltkrieg befassen sich schwerpunktmäßig mit Themen aus dem Zweiten Weltkrieg. Es gibt aber Museen zur Geschichte, in denen der Zweite Weltkrieg ein Schwerpunkt neben anderen Themen ist. Aus Sicht der Museumspädagogik stellt sich immer die Frage, wie Informationen über diese Zeit, die Beteiligten am Kriegsgeschehen und über historische Zusammenhänge jenseits des Gedenkens an einzelne Daten, Personen oder Personengruppen hinaus für die nachfolgenden Generationen zu gestalten sind. Außerdem werden die Museen durch die Erinnerungskultur in dem jeweiligen Land politisch beeinflusst, so dass es mehr oder weniger große Schnittmengen aus Mahnmal und Gedenkstätte bereits in der Konzeption gibt. Die Abgrenzung zwischen Gedenkstätte und Museum ist nicht immer möglich.
International gibt es für diesen Zeitraum im 20. Jahrhundert vor allem Gedenkstätten, die das Wissen um die Zusammenhänge manchmal voraussetzen und daraus einen einzelnen Aspekt oder sogar nur eine einzelne Person näher darstellen sollen. Ein bekanntes Beispiel ist Anne Frank.
Der Zweite Weltkrieg ging mit der systematischen Verfolgung und Ermordung großer Bevölkerungsteile (Zivilbevölkerung) einher. Deshalb sind Gedenkstätten und Museen, die vor allem die Shoah – die Judenverfolgung darstellen, im selben historischen Zusammenhang angeordnet. Ähnliches gilt auch für Aspekte der Friedensbewegung / des Pazifismus, der Wehrdienstverweigerung (vergleiche Friedensmuseum) oder der nationalen Identität (Nationales Geschichtsmuseum, langfristiger Verlust der Souveränität). Seit einigen Jahrzehnten ist der Unterschied neuer Ausstellungen über den Zweiten Weltkrieg gegenüber monothematischen Militärmuseen in der Geschichts- und Museumsdidaktik inzwischen sehr ausgeprägt (siehe dazu unter Kriegsmuseum), doch lässt sich für ein Museum nicht immer eine eindeutige Zuordnung/Abgrenzung der beiden Themenschwerpunkte festlegen.

## Übersicht nach Ländern und Orten
Belgien
- Bastogne War Museum, Bastogne
- Teile des Koninklijk Museum van het Leger en de Krijgsgeschiedenis, Brüssel

Deutschland
- Teile des Deutschen Historischen Museums, Zeughaus Berlin, seit 1990
- Humberghaus, ein authentischer Geschichtsort über jüdisches Leben in einem Dorf, Landjudentum, Westmünsterland; 1938–1945: gelungene Flucht nach Kanada von drei Familien und Vernichtung im Konzentrationslager von vier Familien
- Museum Berlin-Karlshorst, Ort der Kapitulationsunterzeichnung durch u. a. Wilhelm Keitel.

Estland
- Okkupationsmuseum, Tallinn

Frankreich
- Airborne-Museum, Saint-Mère-Église
- Juno Beach Centre, Courseulles-sur-Mer
- Mémorial de Caen, Caen
- Mémorial de Falaise – La Guerre des Civils, Falaise
- Mémorial Leclerc et de la Libération de Paris – Musée Jean Moulin, Paris
- Musée de la Libération, Cherbourg
- Musée de la bataille de Normandie, Bayeux
- Musée du Débarquement, Arromanches-les-Bains
- Musée du Mur de l’Atlantique, Ouistreham
- Musée Dunkerque 1940 Operation Dynamo, Dünkirchen
- Musée et site de la Batterie der Merville, Merville-Franceville-Plage
- Overlord Museum, Colleville-sur-Mer
- Utah Beach Landing Museum, Sainte-Marie-du-Mont

Kanada
- Kanadisches Kriegsmuseum, Sektion 3: Kanada im Zweiten Weltkrieg, Ottawa

Lettland
- Teile des Lettischen Okkupationsmuseums (lett. Latvijas Okupācijas muzejs), Riga

Japan

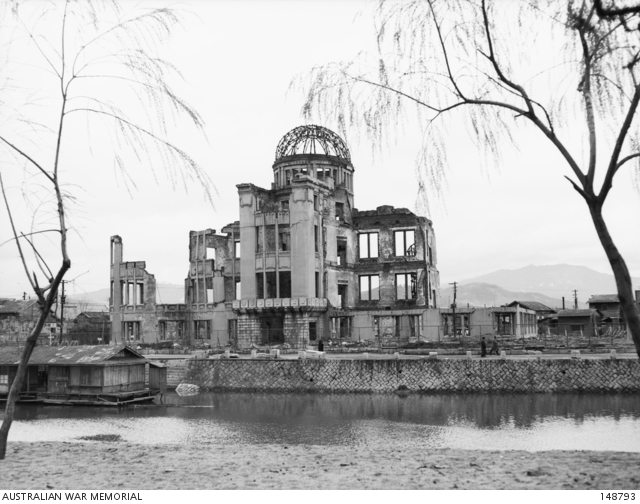
Ken Shorei Kan, Hiroshima

- Hiroshima Peace Memorial Museum (jap. 平和記念資料館, Heiwa Kinen Shiryōkan), Hiroshima

Malta
- Malta at War Museum, Vittoriosa

Niederlande
- Airborne Museum Hartenstein, Oosterbeek
- Anne-Frank-Haus
- Bevrijdingsmuseum Zeeland, Nieuwdorp
- Liberty Park / Nationaal Oorlogs- en Verzetsmuseum, Overloon/Nordbrabant
- Verzetsmuseum, Amsterdam
- Vrijheidsmuseum, Groesbeek

Österreich
- Schloss Hartheim

Polen
- Muzeum II Wojny Światowej, Danzig
- Muzeum Powstania Warszawskiego, Warschau

Russland
- Zentralmuseum des Großen Vaterländischen Krieges, Moskau

Vereinigte Staaten von Nordamerika (USA)
- National World War II Museum, New Orleans
- Rendell-Museum of World War II, Natick/Boston

Vereinigtes Königreich (Großbritannien)
- Imperial War Museum, London
- Northern Ireland War Memorial, Belfast
- The Second World War Experience Centre, Walton, West Yorkshire

## Militärmuseen
VR China

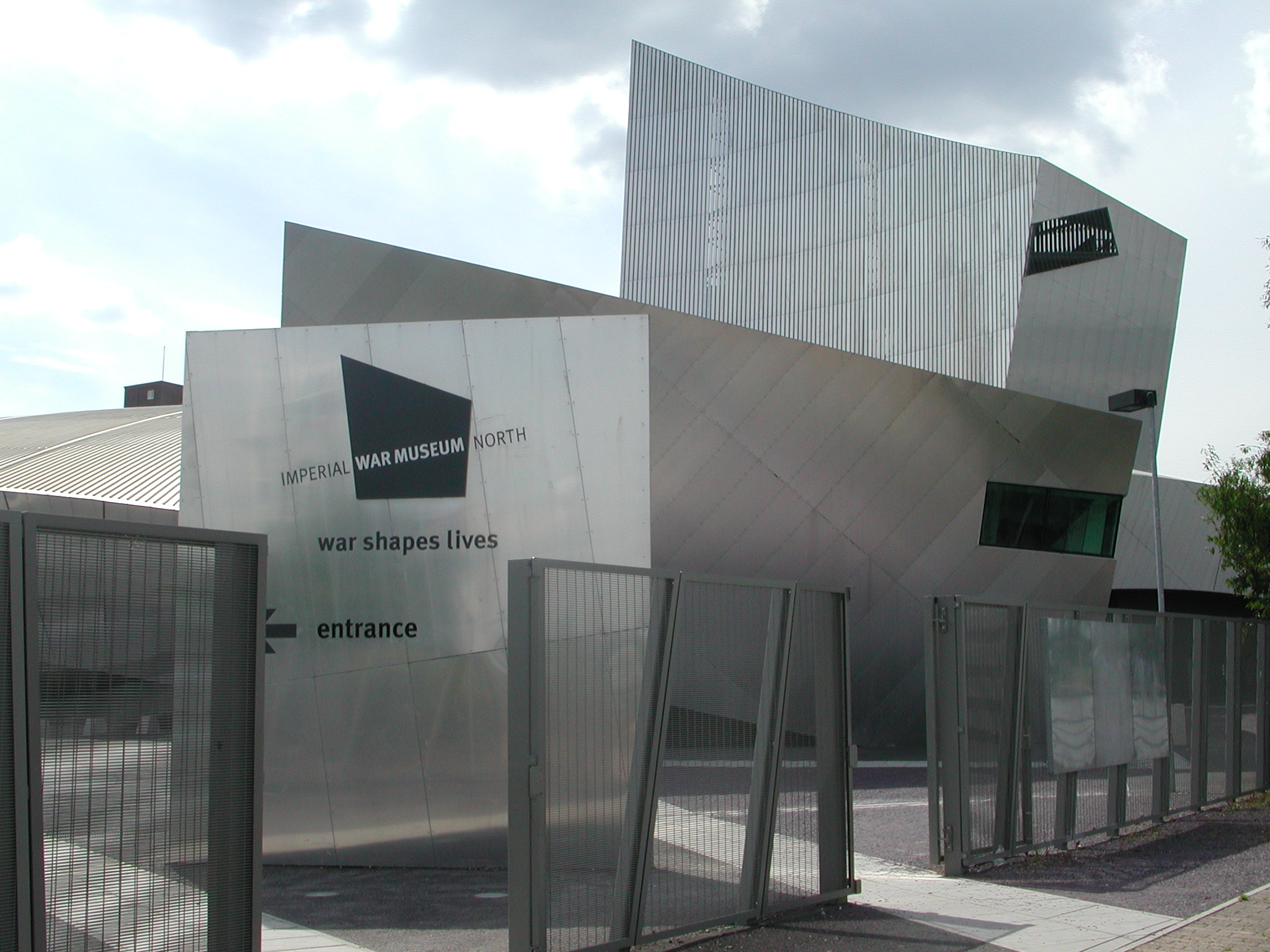
Imperial War Museum North, Manchester, UK

- Zhōngguó rénmín gémìng jūnshì bówùguǎn (China People’s Revolution Military Museum – Militärmuseum der chinesischen Volksrevolution; Museum der Volksbefreiungsarmee), Beijing (Peking)

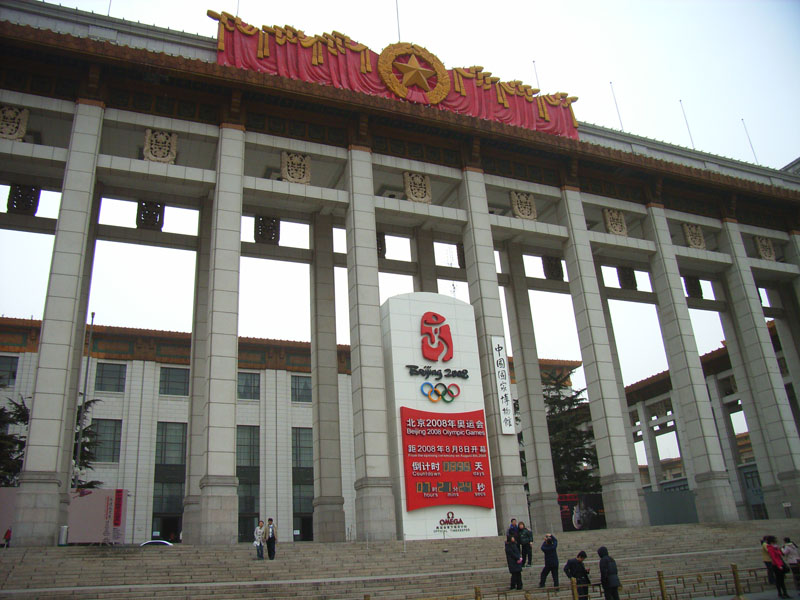
Nationalmuseum in Beijing

- Teile des Chinesischen Nationalmuseum, Beijing (Peking), (Zhongguo guojia bowuguan, 2003 umgewidmet; davor Museum der Geschichte Chinas und Museum der Chinesischen Revolution)

Vereinigtes Königreich (Großbritannien)
- Teile des Imperial War Museums, London